# لينكولن هيرست
لينكولن هيرست (بالإنجليزية: Lincoln Hurst)‏ هو باحث في الأديان أمريكي، ولد في 6 مايو 1946، وتوفي في 11 نوفمبر 2008.

## وصلات خارجية
- لينكولن هيرست على موقع IMDb (الإنجليزية)
- لينكولن هيرست على موقع قاعدة بيانات الفيلم (الإنجليزية)